# شورای بین‌المللی بایگانی‌ها
شورای بین‌المللی آرشیوها (به انگلیسی: International Council on Archives) در سال ۱۹۴۸ پایه‌گذاری شد. اساسنامه پیشنهادی آن تنظیم و و در اولین کنگره بین‌المللی آرشیوها در سال ۱۹۵۰ در پاریس به تصویب رسید، ICA رسماً تأسیس شد، اهداف این شورا عبارت است از: برگزاری کنفرانس دایمی آرشیو، ایجاد، ادامه و گسترش روابط بین آرشیویست‌های موسسات، انجمن‌های حرفه‌ای و سایر سازمان‌های عمومی و خصوصی سراسر جهان، حمایت از آرشیوهای گوناگون میراث بشری، و توجه به چگونگی روشهای کاربردی و تسهیل مبادله عقاید و اطلاعات مربوط به مسائل آرشیو آسان سازی استفاده از مخازن اسناد و توجه به گسترش مجموعه‌ها، سازماندهی آرشیوها و هماهنگ سازی روش‌های آن‌ها در جهان.